# Barbodes baoulan
Barbodes baoulan là một loài cá vây tia trong họ Cyprinidae. Nó chỉ được tìm thấy ở Philippines.